# Don May
Donald John "Don" May (Dayton, Ohio, 3 de enero de 1946) es un exjugador de baloncesto estadounidense que jugó durante siete temporadas en la NBA. Con 1,93 metros de estatura, lo hacía en la posición de alero.

## Trayectoria deportiva

### Universidad
Jugó durante tres temporadas con los Flyers de la Universidad de Dayton, en las que promedió 22,0 puntos y 14,5 rebotes por partido. Consiguió 1.980 puntos en el total de las tres temporadas, lo que le sitúan como segundo máximo anotador histórico de su universidad. En 1967 fue uno de los artífices de que su equipo llegara a la Final Four de la NCAA, cayendo en la final ante UCLA. A pesar de la derrota, fue incluido en el mejor quinteto del torneo, junto con jugadores de la talla de Lew Alcindor, Elvin Hayes o Lucius Allen.
Al año siguiente lideró a su equipo en la consecución del National Invitation Tournament ante Kansas, siendo elegido además MVP del torneo. Fue además incluido ese año en el segundo quinteto del All-American.

### Profesional
Fue elegido en la trigésima posición del Draft de la NBA de 1968 por New York Knicks, y también por los Indiana Pacers en la primera ronda del Draft de la ABA, firmando con los primeros. Allí jugó durante dos temporadas, siendo uno de los últimos hombres del banquillo. A pesar de ello, le sirvieron para conseguir el que iba a ser su único anillo de campeón de la NBA, tras derrotar en las Finales a los Lakers por 4-3. May colaboró a lo largo de la temporada con 2,6 puntos y 1,4 rebotes por partido.
Antes del comienzo de la temporada 1970-71 se celebró un draft de expansión por la incorporación de nuevos equipos a la liga, siendo elegido por los Buffalo Braves. De ser una de las últimas opciones del entrenador, pasó a ser titular indiscutible en su nuevo equipo, siendo junto a Bob Kauffman las estrellas del equipo, acabando la temporada con 20,2 puntos y 7,5 rebotes por partido.
Nada más terminada la temporada, fue traspasado junto con Herm Gilliam a Atlanta Hawks a cambio de Jerry Chambers y Walt Hazzard. Allí se encontró con un entrenador que de nuevo no confió en él, Cotton Fitzsimmons, que le hizo jugar apenas 17 minutos por encuentro, en los que promedió 7,9 puntos y 2,9 rebotes. Poco después de comenzada la siguiente temporada fue traspasado a los Sixers, donde tuvo más oportunidades, promediando 11,9 puntos y 5,5 rebotes por partido. Pero al término de la temporada 1973-74 fue despedido, fichando para el año siguiente como agente libre por Kansas City-Omaha Kings, donde jugaría su último año como profesional sin apenas contar para su entrenador.

## Estadísticas de su carrera en la NBA

### Temporada regular
| Temporada | Edad | Equipo                  | Liga | P   | TIT | MIN  | TC  | TCA  | %TC  | 3P | 3PA | %3P | TL  | TLA | %TL  | R.OF. | R.DEF. | REB | ASIS | ROB | TAP | PER | FP  | PTS  |
| 1968-69   | 23   | New York Knicks         | NBA  | 48  |     | 11.7 | 1.7 | 4.6  | .363 |    |     |     | 0.9 | 1.2 | .724 |       |        | 2.4 | 0.7  |     |     |     | 1.3 | 4.3  |
| 1969-70   | 24   | New York Knicks         | NBA  | 37  |     | 6.4  | 1.1 | 2.7  | .386 |    |     |     | 0.5 | 0.5 | .947 |       |        | 1.4 | 0.5  |     |     |     | 1.1 | 2.6  |
| 1970-71   | 25   | Buffalo Braves          | NBA  | 76  |     | 35.1 | 8.3 | 17.6 | .471 |    |     |     | 3.6 | 4.6 | .791 |       |        | 7.5 | 2.0  |     |     |     | 2.9 | 20.2 |
| 1971-72   | 26   | Atlanta Hawks           | NBA  | 75  |     | 17.1 | 3.1 | 6.3  | .492 |    |     |     | 1.7 | 2.2 | .768 |       |        | 2.9 | 0.7  |     |     |     | 1.8 | 7.9  |
| 1972-73   | 27   | TOTAL                   | NBA  | 58  |     | 15.8 | 3.3 | 7.3  | .446 |    |     |     | 1.3 | 1.6 | .806 |       |        | 3.6 | 1.1  |     |     |     | 2.3 | 7.8  |
| 1972-73   | 27   | Atlanta Hawks           | NBA  | 32  |     | 9.9  | 1.9 | 4.2  | .455 |    |     |     | 0.7 | 1.0 | .710 |       |        | 2.1 | 0.7  |     |     |     | 1.7 | 4.5  |
| 1972-73   | 27   | Philadelphia 76ers      | NBA  | 26  |     | 23.2 | 4.9 | 11.2 | .441 |    |     |     | 2.0 | 2.4 | .855 |       |        | 5.5 | 1.7  |     |     |     | 3.1 | 11.9 |
| 1973-74   | 28   | Philadelphia 76ers      | NBA  | 56  |     | 14.5 | 2.7 | 6.6  | .414 |    |     |     | 1.6 | 1.8 | .873 | 0.4   | 2.0    | 2.4 | 1.1  | 0.4 | 0.1 |     | 2.4 | 7.0  |
| 1974-75   | 29   | Kansas City-Omaha Kings | NBA  | 29  |     | 4.8  | 0.9 | 1.9  | .500 |    |     |     | 0.3 | 0.4 | .833 | 0.1   | 0.3    | 0.4 | 0.2  | 0.1 | 0.1 |     | 0.7 | 2.2  |
| Total     |      |                         | NBA  | 379 |     | 17.5 | 3.6 | 7.9  | .453 |    |     |     | 1.7 | 2.1 | .798 | 0.3   | 1.4    | 3.5 | 1.0  | 0.3 | 0.1 |     | 2.0 | 8.8  |

### Playoffs
| Temporada | Edad | Equipo          | Liga | P  | MIN | TCA | TC | 3PA | 3P | TLA | TL | R.OF. | REB | ASIS | ROB | TAP | PER | FP | PTS | %TC  | %3P | %FT  | MIN  | PTS | REB | AST |
| 1968-69   | 23   | New York Knicks | NBA  | 9  | 88  | 9   | 30 |     |    | 7   | 9  |       | 23  | 8    |     |     |     | 7  | 25  | .300 |     | .778 | 9.8  | 2.8 | 2.6 | 0.9 |
| 1969-70   | 24   | New York Knicks | NBA  | 2  | 7   | 2   | 3  |     |    | 0   | 0  |       | 0   | 0    |     |     |     | 2  | 4   | .667 |     |      | 3.5  | 2.0 | 0.0 | 0.0 |
| 1971-72   | 26   | Atlanta Hawks   | NBA  | 3  | 31  | 3   | 9  |     |    | 6   | 8  |       | 8   | 1    |     |     |     | 3  | 12  | .333 |     | .750 | 10.3 | 4.0 | 2.7 | 0.3 |
| Total     |      |                 | NBA  | 14 | 126 | 14  | 42 |     |    | 13  | 17 |       | 31  | 9    |     |     |     | 12 | 41  | .333 |     | .765 | 9.0  | 2.9 | 2.2 | 0.6 |